# Медаль Едісона
Медаль Едісона (англ. IEEE Edison Medal) — нагорода, яку вручає Інститут інженерів з електротехніки та електроніки (IEEE) за видатний внесок у науку або техніку в одній з областей інтересу Інституту. 
Ця медаль найстаріша та найбажаніша серед нагород в галузі техніки у США. Медаль вручають щорічно і тільки одній людині. Премія складається із золотої медалі, бронзової репліки, невеликої золотої репліки, сертифікату та гонорару.
Нагорода заснована у 1904 році на честь Томаса Едісона друзями Едісона; IEEE приєдналися тільки у 1909 році. Спочатку вважалася найвищою нагородою, однак після злиття Інституту радіоінженерів з Американським інститутом електротехніків у 1963 році, було ухвалено рішення встановити найвищою нагородою Медаль пошани IEEE, а медаль Едісона — другою за значущістю.
Перша медаль була вручена у 1909 році Еліу Томсону. Іншими лауреатами медалі Едісона стали відомі вчені Джордж Вестінгауз, Александер Грем Белл, Нікола Тесла, Роберт Ендрюс Міллікен (Нобелівський лауреат 1923). Повний та авторитетний список публікується IEEE онлайн.

## Список лауреатів
| - 1909: Еліу Томсон - 1910: Френк Джуліан Спрейг - 1911: Джордж Вестінгауз - 1912: Вільям Стенлі-молодший - 1913: Чарльз Френсіс Бріш - 1914: Александер Грем Белл - 1915: не нагороджували - 1916: Нікола Тесла - 1917: John J. Carty - 1918: Бенджамін Гарвер Ламме - 1919: Вільям Ле Рой Еммет - 1920: Михайло Пупін - 1921: Cummings C. Chesney - 1922: Роберт Ендрюс Міллікен - 1923: Джон Вільям Ліб - 1924: Джон Уайт Хауелл - 1925: Harris J. Ryan - 1926: не нагороджували - 1927: Вільям Девід Кулідж - 1928: Frank B. Jewett - 1929: Charles F. Scott (engineer) - 1930: Френк Конрад - 1931: Edwin W. Rice - 1932: Bancroft Gherardi, Jr. - 1933: Артур Едвін Кеннеллі - 1934: Вілліс Вітні - 1935: Lewis B. Stillwell - 1936: Alex Dow - 1937: Гано Данн - 1938: Дугальд Калеб Джексон - 1939: Philip Torchio - 1940: George Ashley Campbell - 1941: John B. Whitehead - 1942: Едвін Армстронг - 1943: Веннівер Буш - 1944: Ернест Александрсон - 1945: Philip Sporn - 1946: Лі де Форест - 1947: Joseph Slepian | - 1948: Morris E. Leeds - 1949: Karl B. McEachron - 1950: Otto B. Blackwell - 1951: Charles F. Wagner - 1952: Володимир Зворикін - 1953: John F. Peters - 1954: Олівер Еллсворт Баклі - 1955: Leonid A. Umansky - 1956: Comfort A. Adams - 1957: John K. Hodnette - 1958: Чарлз Кеттерінг - 1959: James F. Fairman - 1960: Harold S. Osborne - 1961: William B. Kouwenhoven - 1962: Alexander C. Monteith - 1963: Джон Пірс - 1964: не нагороджували - 1965: Walker Lee Cisler - 1966: Wilmer L. Barrow - 1967: George Harold Brown - 1968: Charles F. Avila - 1969: Hendrik Wade Bode - 1970: Говард Ейкен - 1971: John Wistar Simpson - 1972: Вільям Гейвард Пікерінг - 1973: Bernard D. H. Tellegen - 1974: Jan A. Rajchman - 1975: Sidney Darlington - 1976: Murray Joslin - 1977: Henri G. Busignies - 1978: Daniel E. Noble - 1979: Albert Rose (physicist) - 1980: Роберт Адлер - 1981: C. Chapin Cutler - 1982: Nathan Cohn - 1983: Herman P. Schwan - 1984: Eugene I. Gordon - 1985: Джон Даніель Краус - 1986: James L. Flanagan | - 1987: Robert A. Henle - 1988: James Ross MacDonald - 1989: Нік Голоняк - 1990: Archie W. Straiton - 1991: John L. Moll - 1992: George D. Forney - 1993: James H. Pomerene - 1994: Leslie A. Geddes - 1995: Robert W. Lucky - 1996: Floyd Dunn - 1997: Естер Конуелл - 1998: Rolf Landauer - 1999: Kees Schouhamer Immink - 2000: Джун-ічі Нішізава - 2001: Роберт Деннард - 2002: Edward E. Hammer - 2003: не нагороджували - 2004: Federico Capasso - 2005: Peter Lawrenson - 2006: Fawwaz T. Ulaby - 2007: Russel D. Dupuis - 2008: Dov Frohman-Bentchkowsky - 2009: Tingye Li - 2010: Рей Долбі - 2011: Акасакі Ісаму - 2012: Michael Francis Tompsett - 2013: Іван Камінов - 2014: Ральф Баер - 2015: Джеймс Спілкер - 2016: Роберт Бродерсен - 2017: Джордж Крафорд - 2018: Елі Яблоновіч - 2019: Урсула Келлер - 2020: Фред Блоб'єрг - 2021: Кенічі Іга - 2022: Алан Бовік - 2023: Хіроюкі Мацунамі - 2024: Vincent W. S. Chan - 2025: Даніела Л. Рус |